# SSI (інтерфейс передачі даних)
Синхронний інтерфейс передачі даних (SSI) — широко використовуваний стандарт послідовного інтерфейсу для промислового використання для передачі даних між master (контроллер) і slave (давач). SSI заснований на стандартах RS-422 і крім того, що має реалізацію для багатьох апаратних платформ має високу ефективність протоколу, що робить його дуже популярним серед виробників датчиків. SSI був розроблений Max Stegmann GmbH в 1984 для передачі даних про положення давача кута повороту – з цієї причини, деякі виробники серво двигунів посилаються на SSI порт називаючи його "Інтерфейсом Стегмана".
Він раніше був захищений Німецьким патентом під кодом DE 34 45 617 дія якого скінчилась в 1990. Добре підходить для застосувань, що вимагають надійності при постійних вимірюваннях у промислових умовах.
SSI відрізняється від Serial Peripheral Interface Bus (SPI): SSI є диференційним, симплексним, не-мультиплексованим, і заснований на відліках таймеру для кадрування даних. В той час SPI є не симетричним, дуплексним, мультиплексним і використовує спеціальний сигнал (select) для кадрування даних. Однак, периферійні пристрої SPI на мікроконтролерах можуть реалізовувати SSI за допомогою зовнішніх мікросхем диференційних драйверів і таймінгу, що контролюється програмним чином.

## Загальні відомості
SSI є синхронним послідовним каналом зв'язку від точки до точки для передавання цифрових даних. Синхронне передавання даних це таке, в якому дані передаються із синхронізацією передавання і отримання з обох боків за допомогою спільного сигналу синхронізації. Оскільки початкових і кінцевих біт не існує, це дозволяє краще використовувати пропускну здатність даних для передавання більшої кількості біт даних і робить загальний процес передачі простішим. Сигнал синхронізації потребує власної пропускної здатності і має враховуватись при підрахунку загальної пропускної здатності при комунікації між двома пристроями.